# Gunzenhausen
Gunzenhausen é um município da Alemanha, situado no distrito de Weißenburg-Gunzenhausen, no estado da Baviera. Tem 82,73 km² de área, e sua população em 2019 foi estimada em 16.616 habitantes.